# Mühlenthal
Mühlenthal ist ein Ortsteil von Nümbrecht im Oberbergischen Kreis im südlichen Nordrhein-Westfalen innerhalb des Regierungsbezirks Köln.

## Lage und Beschreibung
Der Ort liegt zwischen Oberstaffelbach im Norden und Marienberghausen im Süden, an der Landstraße 338, rund 4,3 km Luftlinie vom Zentrum Nümbrechts entfernt. Die Einzelsiedlung besteht aus einem landwirtschaftlich genutzten Gehöft. Bis zum Zweiten Weltkrieg wurde das Gehöft als unterschlägig betriebene Wassermühle zur Vermahlung von Getreide genutzt. Der Mühlenteich sowie Reste des Obergrabens sind noch vorhanden.